# Щелкун Крыжановского
Щелкун Крыжановского (лат. Laсon kryzhanovskyi) — вид жуков-щелкунов. Видовое название дано в честь Олега Леонидовича Крыжановского (1918—1997) — советского, российского энтомолога, доктор биологических наук, профессора, крупного специалист по жесткокрылым (жукам).

## Ареал
Эндемик Туркменистана: Бадхыз, хребет Гязгядык (высота 1253 метров над уровнем моря). Населяет ущелья с древесной растительностью.

## Описание
Жук длиной 9,5-11 мм. Самка одноцветная, её окраска варьируется от тёмно‑коричневой до чёрно‑коричневой. Усики и ноги иногда светлее. Отличается от других видов рода Laсon выпуклым лбом, более выпуклым переднегрудным сегментом и равномерной пунктировкой скульптуры надкрыльев.

## Биология
Вид встречается спорадически. Известен только лишь по нескольким особям самок. Самец и личинки не известны. Жуки встречаются в апреле — мае.

## Охрана
Вид включён в Красную книгу Туркменистана. Охраняется в Бадхызском заповеднике.